# Lizeray
Lizeray ist eine französische Gemeinde mit 83 Einwohnern (Stand: 1. Januar 2022) im Département Indre in der Region Centre-Val de Loire; sie gehört zum Arrondissement Issoudun und zum Kanton Levroux. Die Einwohner werden Lizerains genannt.

## Geographie
Lizeray liegt sechs Kilometer nordwestlich von Issoudun und etwa 30 Kilometer nordnordöstlich von Châteauroux. Umgeben wird Lizeray von den Nachbargemeinden Paudy im Norden, Les Bordes im Osten, Issoudun im Südosten, Saint-Aoustrille im Südosten und Süden, Saint-Valentin im Süden und Südwesten sowie Ménétréols-sous-Vatan im Südwesten und Westen.

## Bevölkerungsentwicklung
| Jahr                       | 1962 | 1968 | 1975 | 1982 | 1990 | 1999 | 2006 | 2013 | 2020 |
| Einwohner                  | 214  | 174  | 158  | 124  | 102  | 100  | 107  | 97   | 86   |
| Quellen: Cassini und INSEE |      |      |      |      |      |      |      |      |      |

## Sehenswürdigkeiten
- Kirche Saint-Martin aus dem 12. Jahrhundert